# Festival Eurêka!

Logo

Le Festival Eurêka! est un festival de vulgarisation scientifique montréalais, qui s’adresse aux jeunes (6 ans et plus) et aux familles. Il se tient habituellement chaque année en plein air, pendant trois jours. Anciennement sur la Promenade du Vieux-Port de Montréal, il se tient désormais au parc Jean-Drapeau. Produit par L'île du savoir et mis en œuvre en collaboration avec la Biosphère et de nombreux partenaires, l’événement propose aux festivaliers de venir découvrir les acteurs du domaine des sciences et technologies du Québec, en participant à des activités interactives gratuites.

## Description
Le Festival Eurêka! agit également comme un agent mobilisateur pour le milieu de la culture scientifique québécoise, en réunissant chaque année sur un même site une soixantaine d’organismes, universités, entreprises et institutions du domaine des sciences, et proposant plus de cent activités d'exploration et de vulgarisation : spectacles, conférences, ateliers, démonstrations, courtes activités pédagogiques.
Ce format permet à ceux qui vivent la science d'apprendre et d'expérimenter au contact de ceux qui la font, et de développer un œil critique sur l’actualité du monde qui les entoure. Le tout dans une ambiance festive et ludique.
Quelques thèmes abordés au festival : changements climatiques, innovations technologiques, mobilité, arts technologiques, aérospatiale, ingénierie, intelligence artificielle, faune et flore, arts visuels et déambulatoires, santé et corps humain, etc.

## Historique
Le Festival Eurêka! voit le jour en 2007, à l’issue d’une campagne de promotion des sciences et de la technologie auprès des jeunes de l’île de Montréal, menée conjointement par le Gouvernement du Québec et la Conférence Régionale des Élus de Montréal.
Dès sa première édition, le Festival Eurêka! se voit doté d'un porte-parole du domaine des sciences au Québec (Paul Houde en 2007) et attire 43 000 visiteurs. Année après année, il est adopté avec enthousiasme par les enseignants et les familles et gagne en popularité. Des initiatives, telles que le Concours Science en classe, ou le projet Elles-Innov qui récompense et soutien de jeunes innovatrices, sont élaborées pour prolonger l'expérience Eurêka!.
Depuis 2014, le Festival accueille sur son site une édition spéciale du jeu-questionnaire Génial!, de Télé-Québec. 
En juillet 2016, L’île du savoir, organisme à but non lucratif attaché à concevoir des projets pour développer l’intérêt des jeunes pour les sciences et les technologies, devient l’organisme porteur du Festival Eurêka!.
En 2019, l'achalandage poursuit son ascension et voit défiler 142 000 visiteurs (année record). 
Après l'annulation de l'édition 2020 due à la pandémie de COVID-19, le Festival Eurêka! continue en 2021 avec une édition hybride, constituée de 2 volets inédits : Une plateforme numérique ludique et pédagogique L'Archipel virtuel , et une tournée de mini-Eurêka! dans les écoles montréalaises. Il fait son grand retour en présentiel en 2022 au parc Jean-drapeau. 

## Éditions
Les six premières éditions du festival Eurêka! ont eu lieu de 2007 à 2012. À partir de 2013, chaque nouvelle édition s’articule autour d’une thématique qui fait écho à l’actualité dans le domaine des sciences. 
- 2013 : 7e édition - Science et humour
- 2014 : 8e édition - La machine
- 2015 : 9e édition - Le jeu
- 2016 : 10e édition - Les exploits[5]
- 2017 : 11e édition - Le rêve[6]
- 2018 : 12e édition - Robotique et intelligence artificielle[7]
- 2019 : 13e édition - Mobilité et Transports du futur
- 2020 : 14e édition - Annulation pour cause de pandémie de COVID-19
- 2021 : 14e édition - Édition hybride à 2 volets (Plateforme numérique "Eurêka! virtuel", Tournée Eurêka! dans les écoles)[8],
- 2022 : 15e édition - L'eau dans tous ses états.
- 2023 : 16e édition - L'Énergie
- 2024 : 17eédition - Santé Planétaire
- 2025 : 18eédition - Créativité scientifique

## Personnalités
- Paul Houde - Porte-parole de la première édition, 2007
- Marc-André Coallier - Porte-parole de 2008 à 2011
- Stéphane Bellavance - Porte-parole de 2012 à 2014
- Martin Carli - Porte-parole de 2015 à 2017
- Stéphane Bellavance & Martin Carli – Porte-paroles de 2018[9]

## Prix et reconnaissances
- 2024 - Finaliste du  Prix Innovation – Relève Technoscience de l’Association des directeurs de recherche industrielle du Québec (ADRIQ)
- 2014 - Finaliste au prix ESTim de la Chambre de commerce de l’Est de Montréal, catégorie Projet d’innovation ou de développement public/parapublic
- 2013 - Prix du Meilleur programme de l’Association Canadienne des Centres de Sciences (ACCS)
- 2012 - Finaliste des Grands prix du Tourisme québécois, catégorie Festivals et événements touristiques – Budget de plus de 1M $
- 2010 - Finaliste des Grands Prix du Tourisme québécois, dans la catégorie « meilleur festival »
- 2009 - Finaliste des Grands Prix du Tourisme québécois, dans la catégorie « meilleur festival »
- 2008 - Prix Innovation – Relève Technoscience de l’Association de recherche industrielle du Québec (ADRIQ)[10]